# Державний кордон Сінгапуру

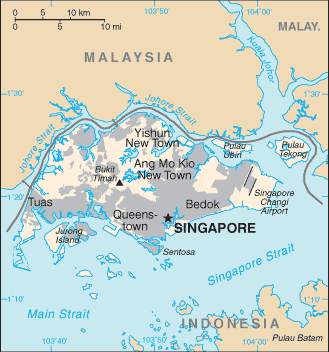
Карта Сінгапуру

Державний кордон Сінгапуру — державний кордон, лінія на поверхні Землі та вертикальна поверхня, що проходить по цій лінії, що визначають межі державного суверенітету Сінгапуру над власними територією, водами, природними ресурсами в них і повітряним простором над ними. Сінгапур не має сухопутного державного кордону.

## Морські кордони
Сінгапур на заході омивається водами Малаккської, на півдні Сінгапурської проток Тихого океану; на півночі протокою Джохор відокремлюється від півострова Малакка. Загальна довжина морського узбережжя 193 км. Згідно з Конвенцією Організації Об'єднаних Націй з морського права (UNCLOS) 1982 року, протяжність територіальних вод країни встановлено в 3 морські милі. Виключна рибальська зона встановлена всередині і за межами територіального моря згідно міжнародних договорів.